# متحف ماريا سكلودوسكا كوري
متحف ماريا سكلودوسكا كوري (اللغة البولندية: Muzeum Marii Skłodowskiej-Curie) هو متحف في وارسو، بولندا، مخصص لحياة وعمل الحائزة على جائزة نوبل مرتين ماريا سكودوسكا كوري (1867-1934). المتحف، الذي ترعاه الجمعية الكيميائية البولندية، هو متحف السيرة الذاتية الوحيد في العالم المخصص لاكتشاف البولونيوم والراديوم.
يقع المتحف في 16 شارع فريتا (ulica Freta 16) في منطقة «المدينة الجديدة» في وارسو (التي يعود تاريخها إلى القرن الخامس عشر)، ويقع في مبنى وحدة سكنية تعود إلى القرن الثامن عشر الذي ولدت فيه ماريا سكودوسكا.
بسبب التجديدات، في ديسمبر 2014 تم نقل المتحف مؤقتًا إلى 5 شارع فريتا.

## التاريخ
تم تأسيس متحف ماريا سكلودوسكا كوري في عام 1967، من قبل الجمعية الكيميائية البولندية، في الذكرى المئوية لميلاد الكيميائي الفيزيائي. شمل المشاركون في حفل افتتاح المتحف الابنة الصغرى وكاتبة سيرة ماريا سكلودوسكا كوري، حواء كوري لابويس. زوج حواء، والسياسي الأمريكي والدبلوماسي هنري ريتشاردسون لابويس، الابن؛ وتسعة من الفائزين بجائزة نوبل.
يقع المتحف في مسكن من القرن الثامن عشر، في رقم 16 على شارع فريتا (بولندي: ulica Freta) في «البلدة الجديدة» في وارسو، وقد أعيد بناؤه عدة مرات. بعد وفاة ماريا سكلودوسكا كوري في عام 1934، تم إرفاق لوحة بالمبنى، لإحياء ذكرى ولادتها هناك واكتشافاتها العلمية الفريدة. أثناء انتفاضة وارسو (1944)، هدمت القوات الألمانية المبنى بشكل متعمد، لكن اللوحة نجت وأعيد وضعها في مكانها بعد إعادة بناء المبنى في أعقاب الحرب العالمية الثانية.

## تجميعات

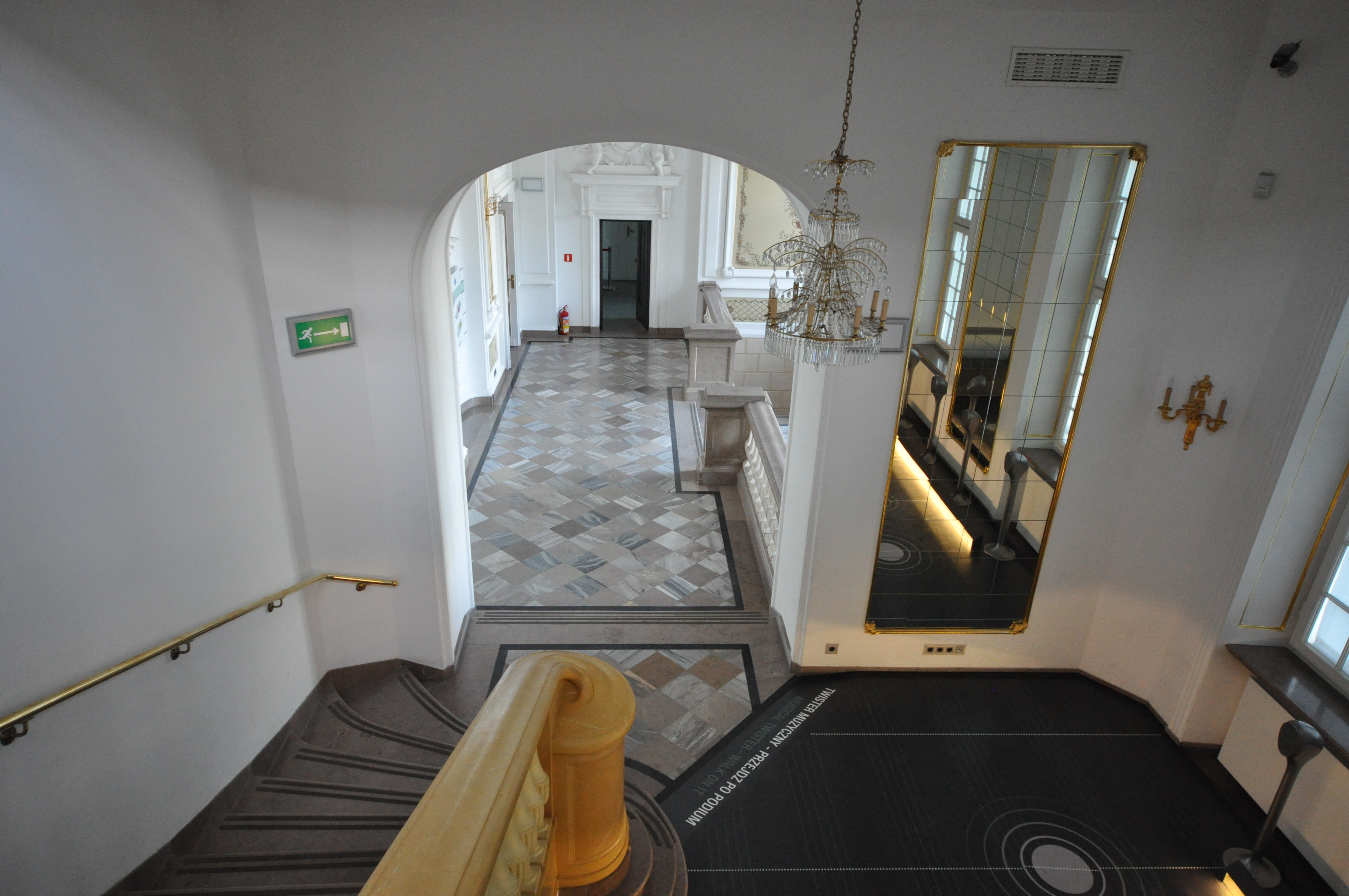

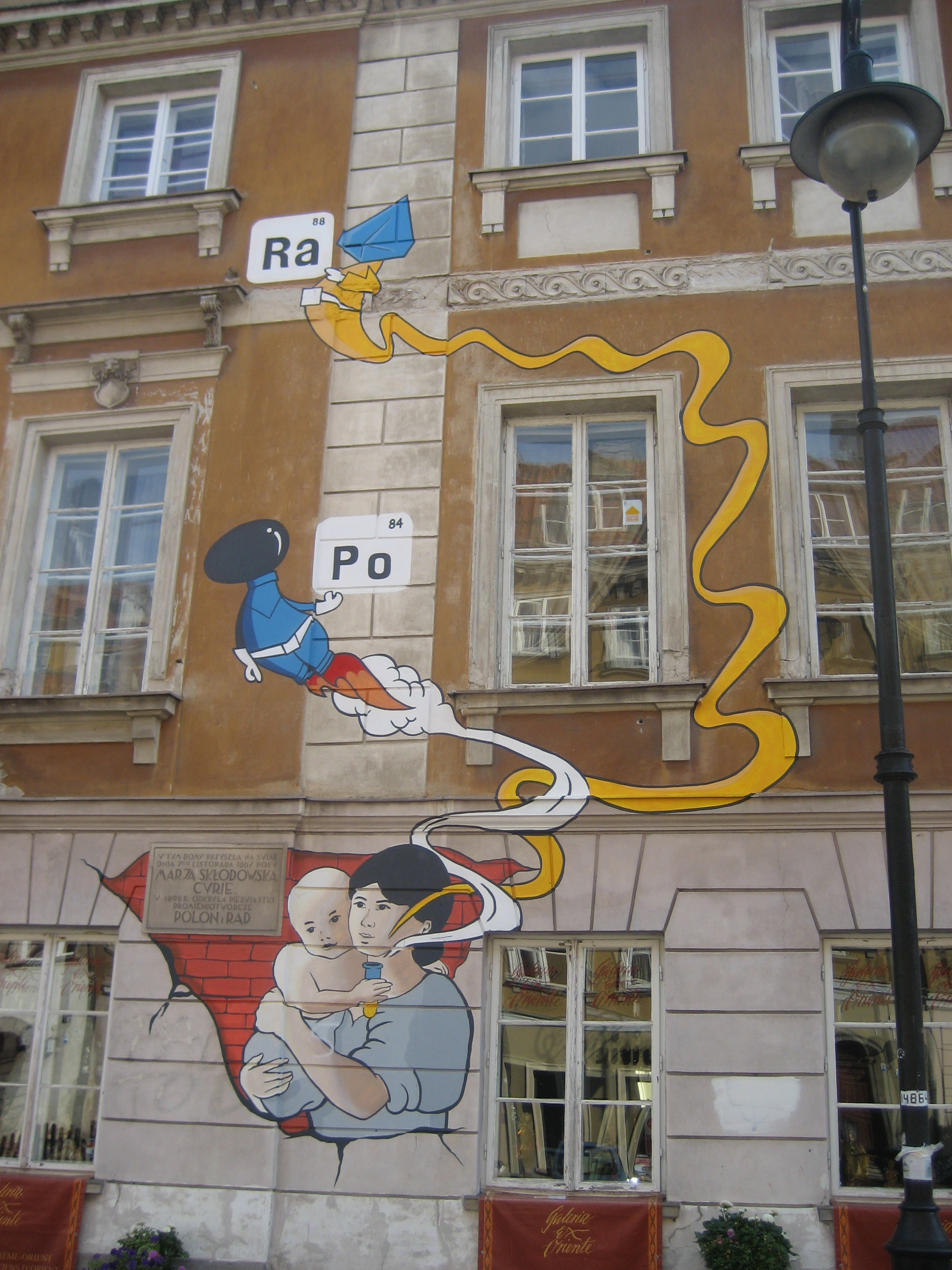
رسمة جدارية، رسمت 2011 في الذكرى المئوية الثانية لجائزة نوبل الثانية. عروض جدارية (رضيع) ماريا تحمل أنبوب اختبار تنبثق منه العناصر التي اكتشفتها: البولونيوم والراديوم.

يتميز المتحف بسيرة شخصية، مع معارض دائمة ومعارض خاصة دورية. تتضمن المقتنيات الصور الفوتوغرافية والخطابات والوثائق والمؤثرات الشخصية للعالم وتعليقات ماريا وزوجها بيير كوري وآخرين عنها وعملها واكتشافاتها وأفلامها باللغة البولندية والإنجليزية والفرنسية عنها وعن الفيزياء والكيمياء.

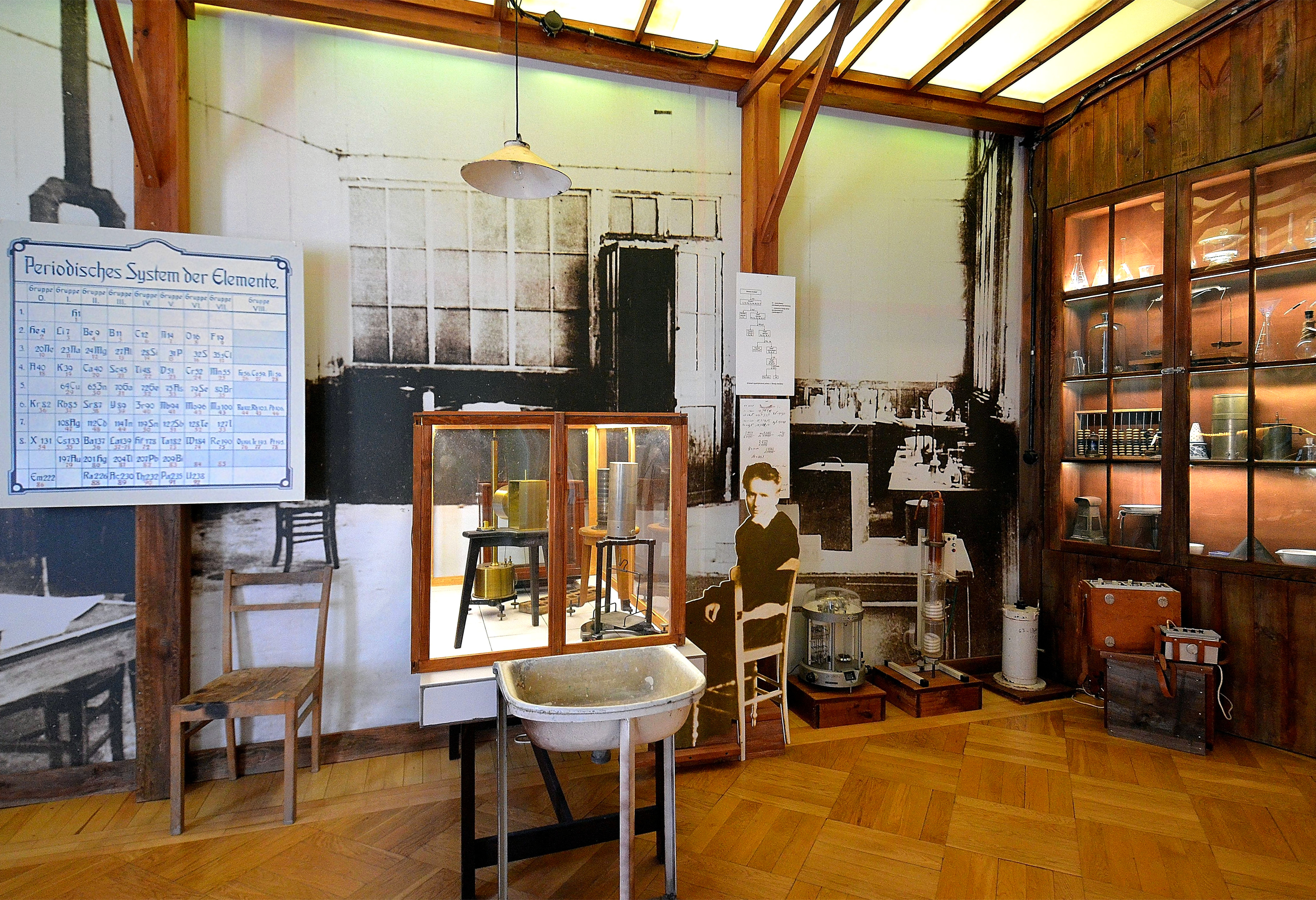
معرض في المتحف

تظهر بشكل بارز عمل ماريا سكلودوسكا كوري في فرنسا ومشاركتها في المنظمات العلمية وفي تأسيس معاهد باريس وراديوم راديوم.
ويسعى المتحف إلى تحفيز ودعم اهتمام العلماء والطلاب وعامة الناس في حياة وإنجازات ماريا سكودوسكا-كوري.
المتحف مفتوح من الثلاثاء حتى الأحد، ويغلق أيام الإثنين والعطلات الوطنية البولندية. يمكن الحصول على المعلومات عن طريق البريد الإلكتروني على muzeum.msc@neostrada.pl.

## وصلات خارجية
- https://commons.wikimedia.org/wiki/Category:Maria_Sk%C5%82odowska-Curie_Museum